# Borgomale
Borgomale é uma comuna italiana da região do Piemonte, província de Cuneo, com cerca de 365 habitantes. Estende-se por uma área de 8 km², tendo uma densidade populacional de 46 hab/km². Faz fronteira com Alba, Benevello, Bosia, Castino, Lequio Berria, Trezzo Tinella.

## Demografia
| Variação demográfica do município entre 1861 e 2011                               |
|                                                                                   |
| Fonte: Istituto Nazionale di Statistica (ISTAT) - Elaboração gráfica da Wikipedia |